# Allied Telesis
Allied Telesis, anciennement Allied Telesyn, est une entreprise de telecommunications fondée en 1987 et dont le siège social est situé au Japon.